# Lill-Veksjön
Lill-Veksjön är en sjö i Krokoms kommun i Jämtland och ingår i Indalsälvens huvudavrinningsområde. Sjön har en area på 0,317 kvadratkilometer och ligger 488,1 meter över havet. Sjön avvattnas av vattendraget Veksjöån.

## Delavrinningsområde
Lill-Veksjön ingår i det delavrinningsområde (708870-141237) som SMHI kallar för Utloppet av Lill-Veksjön. Medelhöjden är 580 meter över havet och ytan är 12,35 kvadratkilometer. Det finns inga avrinningsområden uppströms utan avrinningsområdet är högsta punkten. Veksjöån som avvattnar avrinningsområdet har biflödesordning 5, vilket innebär att vattnet flödar genom totalt 5 vattendrag innan det når havet efter 295 kilometer. Avrinningsområdet består mestadels av skog (76 procent) och sankmarker (15 procent). Avrinningsområdet har 0,32 kvadratkilometer vattenytor vilket ger det en sjöprocent på 2,6 procent.